# Acacia curvinervia
Acacia curvinervia är en ärtväxtart som beskrevs av Joseph Henry Maiden. Acacia curvinervia ingår i släktet akacior, och familjen ärtväxter. Inga underarter finns listade i Catalogue of Life.